# ジョン・ファウラー
初代準男爵サー・ジョン・ファウラー（Sir John Fowler, 1st Baronet, KCMG, LLD, FRSE、1817年7月15日 - 1898年11月20日）は、鉄道やそのインフラストラクチャーの建設を専門としたイングランドの土木技術者。1850年代から1860年代にかけて、ファウラーは世界最初の地下鉄道であるロンドンのメトロポリタン鉄道の建設にあたり、開削工法によって都市内の街路の下に鉄道を設けた。1880年代には、フォース鉄道橋建設の主任技術者となり、1890年にこれを開通させた。ファウラーの経歴は長く、輝かしいものであり、19世紀の鉄道拡張の大部分に渡流とともに、イギリスや諸外国の数多くの会社や政府に技術者、顧問、コンサルタントとして関わるものであった。ファウラーは、1865年から1867年にかけてイギリス土木学会の会長を最年少で務め、その業績はヴィクトリア朝の技術遺産を代表するものとなっている。

## 生い立ち
ファウラーは、イングランド、ヨークシャー州シェフィールドのワドズリーで、サーベイヤーであったジョン・ファウラーとその妻エリザベス（Elizabeth、旧姓 Swann）の間に生まれた。エクレスフィールドに近いホイットレー・ホールで、私的教育を受けた。その後、シェフィールドの水道局の技術者であったジョン・トーラートン・レザーや、その叔父でエアー・カルダー水路や鉄道の土地測量などに当たっていたジョージ・レザー (George Leather) の下で修行した。1837年からは、ジョン・アーペス・ラストリックの下で、ロンドン・ブライトン鉄道や、完成しなかったファーネス鉄道のカンバーランド西部への延伸など、鉄道建設に関わった。次いで、再びジョージ・レザーの下で、ストックトン・アンド・ハートルプール鉄道 (Stockton and Hartlepool Railway) の建設に際して現地駐在技術者として働き、1841年にこれが開通するとこの鉄道の技術者に任じられた。ファウラーは、ヨークシャーやリンカンシャー一帯で、コンサルタント技術者として独立したが、仕事の負担の大きさから、1844年にはロンドンへ転じることとなった。1847年には、この年に設立された機械技術者協会の会員となり、1849年にはイギリス土木学会の会員となった。1850年7月2日、彼は、マンチェスターのJ・ブロードベント (J. Boadbent) の娘エリザベス・ブロードベント（Elizabeth Broadbent、1901年11月19日死去）と結婚した。夫妻の間には4人の息子たちが生まれた

## 鉄道

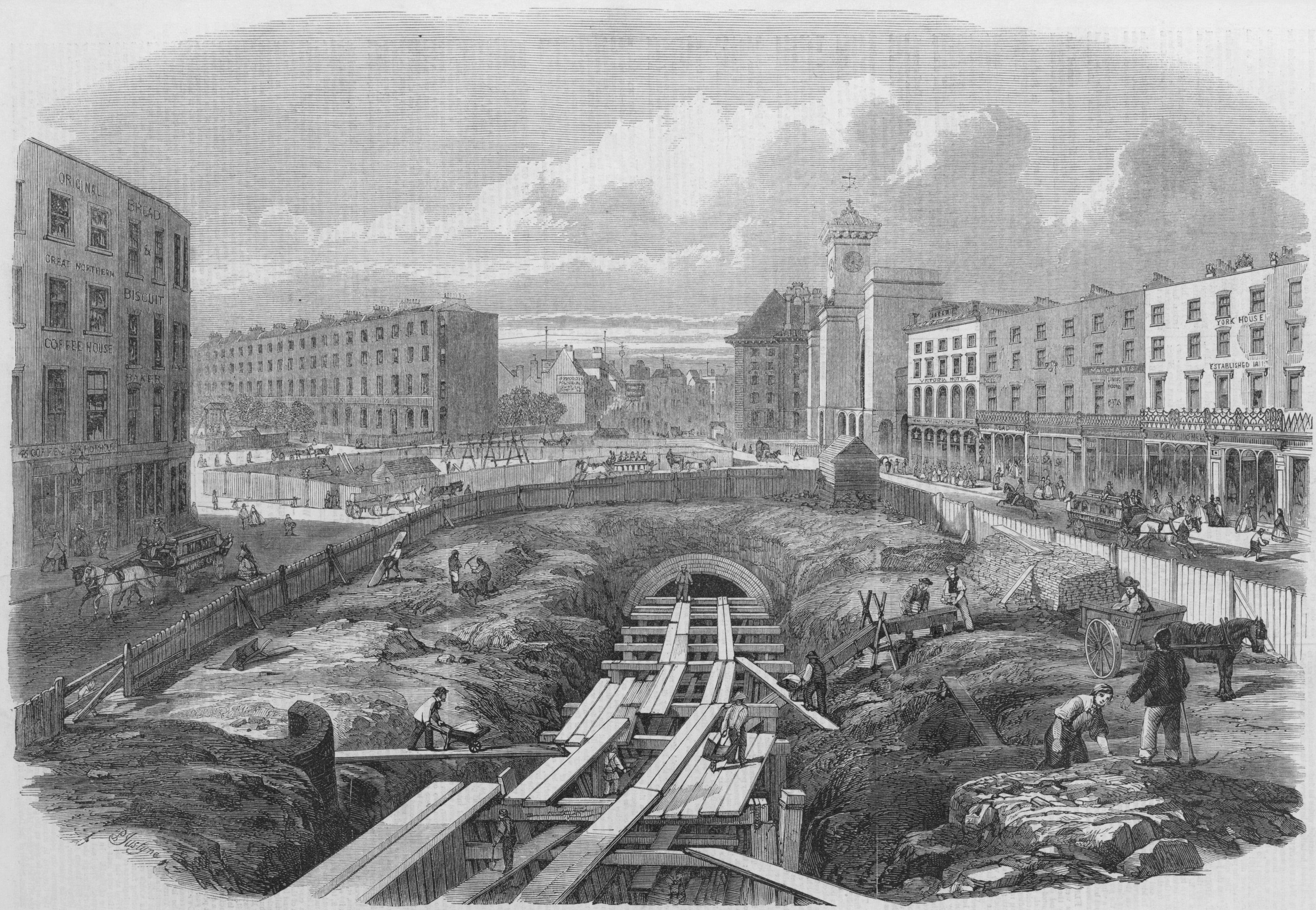
1861年、キングス・クロス駅近くのメトロポリタン鉄道の建設現場。

ファウラーは、全国各地の数多くの鉄道敷設計画に取り組む、多忙な実践を行っていた。彼はマンチェスター・シェフィールド・アンド・リンカンシャー鉄道の主任技術者であり、イースト・リンカンシャー鉄道、オックスフォード・ウスター・アンド・ウルヴァーハンプトン鉄道や、セヴァーン・ヴァレー鉄道 の技術者でもあった。1853年、ファウラーは、世界最初の地下鉄となるロンドンのメトロポリタン鉄道の主任技術者となった。道路の下を浅く掘る開削工法によって、1863年にはパディントン駅とファリンドン駅を結ぶ区間が開通した。ファウラーはまた、メトロポリタン鉄道と関係の深かったディストリクト鉄道やハマースミス&シティー鉄道の技術者でもあった。今日では、これら諸鉄道は、ロンドン地下鉄のサークル線の大部分を構成している。メトロポリタン鉄道における職務に対して、ファウラーは £152,000 (£1714万 today), という大金を報酬として受け取り、さらに £157,000 (£1771万 today), をディストリクト鉄道から受け取った。この金額の一部は、彼のスタッフや下請け業者に回されていたはずであるが、1872年からメトロポリタン鉄道の会長だったサー・エドワード・ワトキンは、「世界中で彼より高い報酬を得ている技術者はいない (No engineer in the world was so highly paid.)」とこぼしたという。
ファウラーがコンサルタントとして関わった鉄道には、ロンドン・ティルベリー・アンド・サウスエンド鉄道、グレート・ノーザン鉄道、ハイランド鉄道、チェシャー・ラインズ鉄道などがあった。1859年にイザムバード・キングダム・ブルネルが死去すると、グレート・ウェスタン鉄道がファウラーを重用するようになった。彼に発注された様々な仕事の中には、ロンドン・ヴィクトリア駅、シェフィールド・ヴィクトリア駅、グラスゴーのセント・イノック駅、リヴァプール・セントラル駅、マンチェスター・セントラル駅などがあった。マンチェスター・セントラル駅の210-フート (64 m)の幅をもつ天蓋は、イギリスにおける支柱のない鉄骨アーチとしてはセント・パンクラス駅に次ぐ、2番目に大きなものとなっている。
ファウラーのコンサルティング活動は、イギリス国外にも及んでおり、アルジェリア、オーストラリア、ベルギー、エジプト、フランス、ドイツ、ポルトガル、アメリカ合衆国などでも行われていた。1869年には、初めてエジプトまで足を伸ばし、副王（ヘディーヴ）であったイスマーイール・パシャのために数多くの、大部分は実現しなかった計画を描いたが、その中には、1875年に立てられたスーダンのハルツームへの鉄道計画もあったが、これが完成したのはファウラーの死後であった。1870年、ファウラーはイギリス領インド帝国政府による軌間（鉄道ゲージ）についての諮問に答え、軽便鉄道用の 3フィート6インチ (1.07 m) の狭軌を推奨した。ファウラーは1886年にオーストラリアを訪れ、軌間の不統一による困難について論じた。キャリアの後年には、パートナーのベンジャミン・ベイカーやジェームズ・ヘンリー・グレートヘッドとともに、ロンドンの初期の地下鉄路線であったシティ・アンド・サウス・ロンドン鉄道とセントラル・ロンドン鉄道のコンサルティングにもあたった。

## 橋

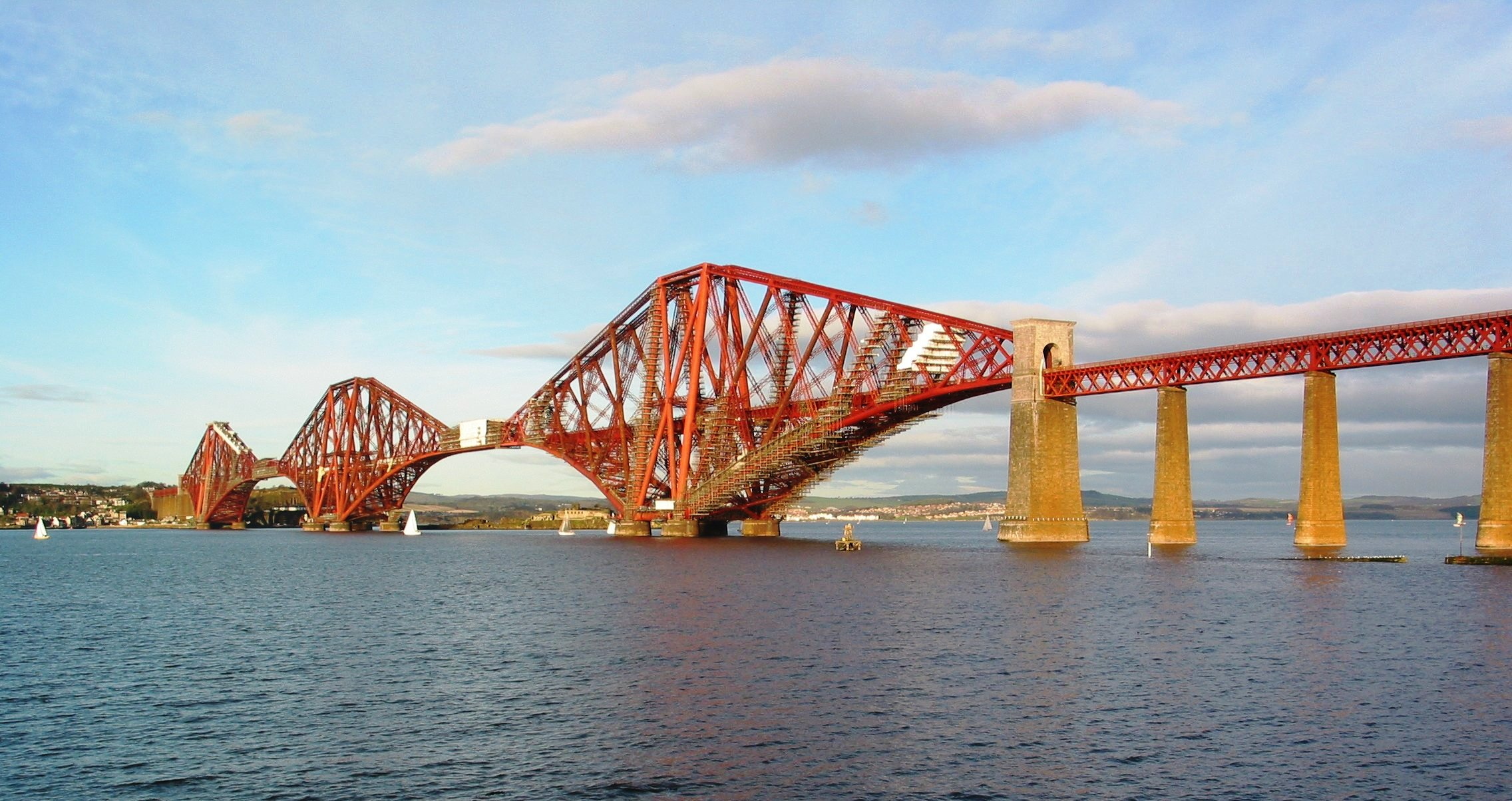
フォース鉄道橋

ファウラーは、鉄道計画の一環として、多数の橋梁の設計にもあたった。1860年代には、テムズ川を渡る最初の鉄道橋となったグロヴナー橋や、13基のアーチを連ねたエッジウェア・ハイゲート・アンド・ロンドン鉄道のドリス・ブルック高架橋を設計した。
1859年から1861年にかけて建設されたウスターシャー州アッパー・アーレーのヴィクトリア橋や、これとほぼ同型で1863年から1864年にかけて建設されたシュロップシャー州コールブルックデールのアルバート・エドワード橋の設計にもあたった。このふたつの橋は、いずれも今日まで使用され続けており、セヴァーン川を横切る鉄道を渡している。
1879年にサー・トマス・バウチが設計したテイ橋が崩落する惨事が起きた後、ファウラーは、ウィリアム・ヘンリー・バーロウやトマス・エリオット・ハリソンとともに、バウチによるフォース鉄道橋の設計を見直す委員会のメンバーに任じられた。この委員会は、ファウラーとベンジャミン・ベイカーの設計による鋼鉄を用いたカンチレバー橋を提案し、これが1883年から1890年にかけて建設されることとなった。

## 蒸気機関車

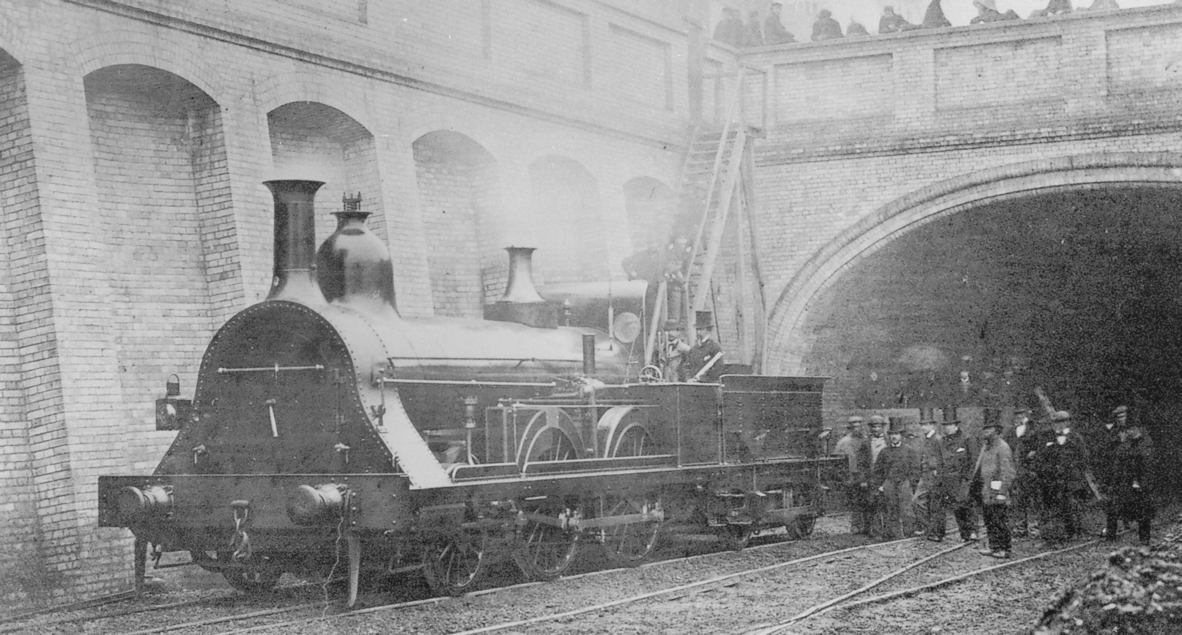
1862年10月、エッジウェア・ロード付近におけるファウラーの無火機関車。

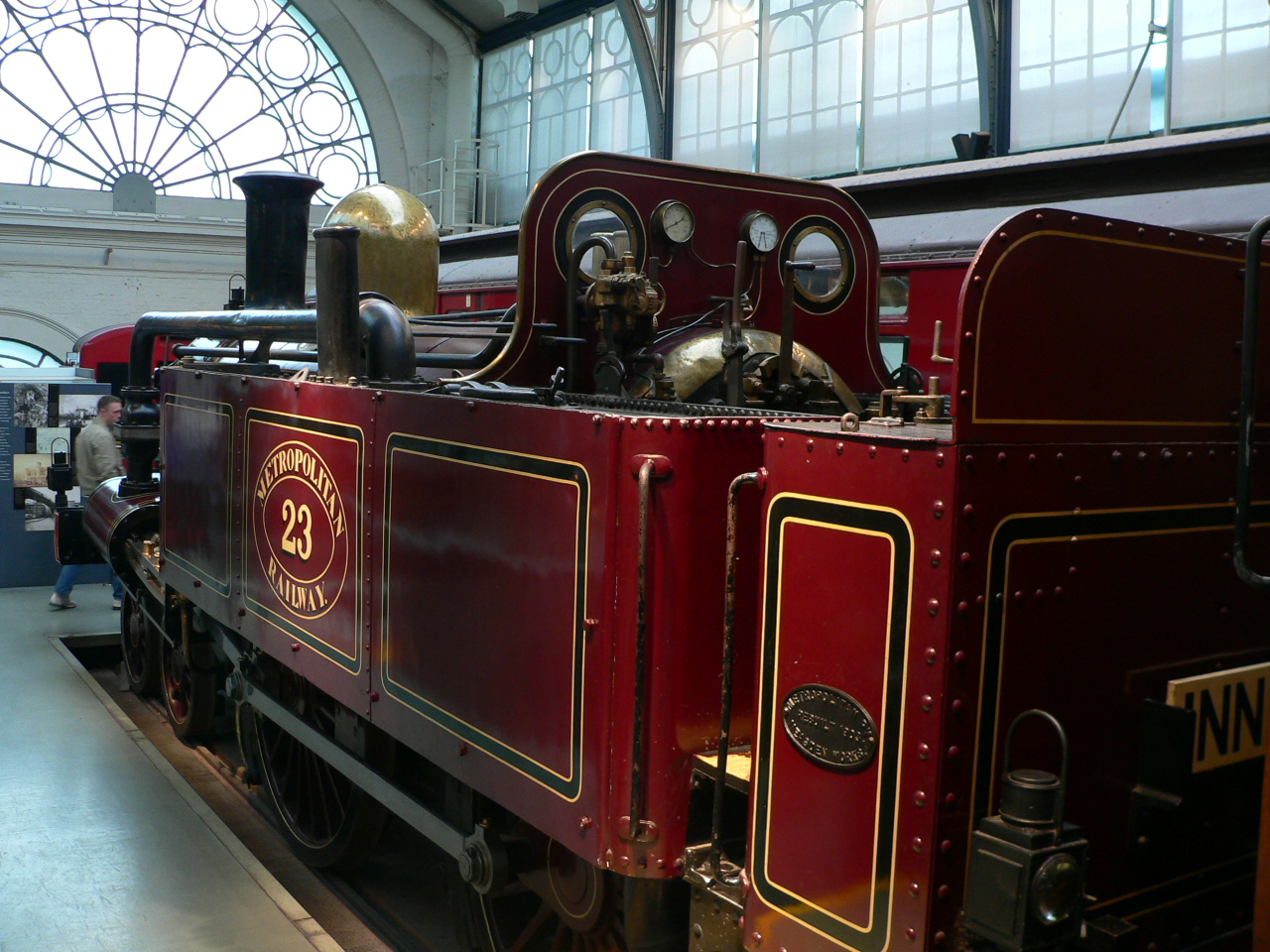
ファウラーのAクラス蒸気機関車。

メトロポリタン鉄道の地下区間では、乗務員や乗客たちが、充満する煙や蒸気に晒されるという問題があったが、これを解決するために、ファウラーは無火機関車の導入を提案した。その実車は、ロバート・スチーブンソン・アンド・カンパニーによって広軌、車輪配置 2-4-0のテンダー機関車として製造された。そのボイラーは、通常の火室を備え、これが内部に蓄熱用の耐火煉瓦を積んだ大きな燃焼室に繋げられている。燃焼室は、非常に短い煙管多数を通して煙室に通じている。排気となる蒸気は、排出されず、再度濃縮され、ボイラーに戻される。この蒸気機関車は、屋外では通常通り運転され、トンネルに入ったところでダンパーが閉じられて、耐火煉瓦に蓄えられた熱を使って蒸気が供給された。1861年10月、最初にグレート・ウェスタン鉄道で行われた試運転は失敗に終わった。濃縮機構で漏れが生じ、ボイラーは空焚きとなって圧力が低下してしまい、ボイラーは危うく爆発するところであった。1862年にメトロポリタン鉄道で行われた2回目の試運転も失敗し、導入が断念されたこの無火機関車は「ファウラーズ・ゴースト（ファウラーの幽霊、Fowler's Ghost）」という名で知られるようになった。この機関車は、1865年にアイザック・ワット・ボールトンに売却され、ボールトンはこれを通常の蒸気機関車に改造しようとしたが、結局それは果たせず、スクラップにされた。
メトロポリタン鉄道は、開通時にはグレート・ウェスタン鉄道から列車を提供されていたが、1863年8月にはこれが引き上げられた。その後、グレート・ノーザン鉄道から列車を借りる時期を経て、1864年に、メトロポリタン鉄道は自社所有の車両として、ファウラーが設計した車輪配置 4-4-0のタンク機関車を導入した。この設計は、Aクラスと称され、これに小さな変更を加えたBクラスが大きな成功を収め、メトロポリタン鉄道とディストリクト鉄道は、この型の機関車を120台も運行するに至り、1900年代に電化が進むまで、運用され続けた。

## その他の活動と評価

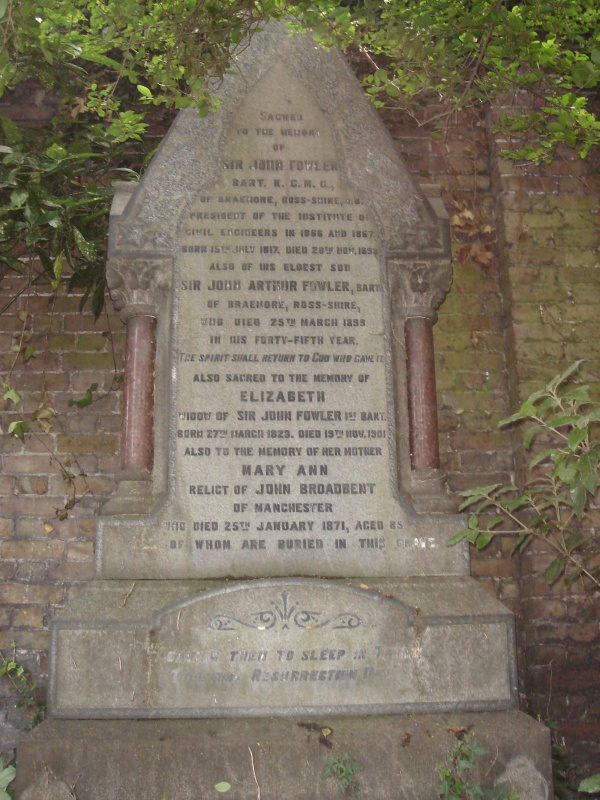
ロンドン、ブロンプトン墓地にある墓標。

ファウラーは、1880年と1885年の総選挙に保守党の候補として出馬したが、いずれも落選した。技術者の世界における彼の評価は非常に高く、1866年から1867年にかけては、イギリス土木学会会長に、最年少で選出された。学会における地位や、自身の実務実践を通して、彼は技術者教育の発達を主導した。1857年には、スコットランド、ロスシャー州のブレイモアに、57,000エーカー (23,000 ha)のエステートを購入し、以降しばしば休暇をここで過ごすとともに、州の治安判事や副統監を務めた。ファウラーは、紳士録『Who's Who』に、趣味としてヨットと鹿の追跡 (deerstalking) と記しており、カールトン・クラブ、セント・スティーヴンス・クラブ、保守党クラブ、ロイヤル・ヨット・ スコードロンのメンバーであった。ファウラーはまた、エジプト探査財団の代表でもあった。
1885年、ファウラーは、ナイル川上流部の実用的な地図を作り、エジプト副王の諸計画進めたことに対し、政府から聖マイケル・聖ジョージ勲章ナイト・コマンダーを授与された。彼の作成した地図は、この地域における最も正確な測量に基づいて作成されたもので、イギリスによるハルツーム救援の試みの際にも使用された。1887年、ファウラーはスコットランド王立協会のフェローに選出された。推薦者となったのは、サー・ジェームズ・ファルショー、ジェームズ・レスリー (James Leslie)、ジョージ・ミラー・カニンガム (George Miller Cunningham)、アレクサンダー・クラム・ブラウンであった。
1890年にフォース鉄道橋が竣工すると、ファウラーは準男爵に叙され、スコットランドのエステートの名から土地指定がなされた。1890年、彼は、橋の建設を技術面で主導したことに対してベンジャミン・ベイカーとともに、エディンバラ大学から法学博士の名誉学位を授与された。1892年、ファウラーはベイカーと共同でポンセレット賞を受賞した。
ファウラーは、81歳でドーセット州ボーンマスで死去し、ロンドンのブロンプトン墓地に埋葬された。準男爵位は息子サー・ジョン・アーサー・ファウラー（Sir John Arthur Fowler, 2nd Baronet、1899年3月25日没）に継承された。この準男爵位は、1933年に、初代の3男であった第4代準男爵サー・モンタギュー・ファウラー師 (Reverend Sir Montague Fowler, 4th Baronet) が死去して消滅した。